# Gruey-lès-Surance
Gruey-lès-Surance település Franciaországban, Vosges megyében. Lakosainak száma 210 fő (2022. január 1.). Gruey-lès-Surance Ambiévillers, Fontenoy-le-Château, Grandrupt-de-Bains, La Haye, Hennezel és La Vôge-les-Bains községekkel határos.

## Népesség
A település népességének változása:
| Lakosok száma | 255  | 254  | 264  | 262  | 250  | 237  | 224  | 217  | 210  |
|               | 2013 | 2015 | 2016 | 2017 | 2018 | 2019 | 2020 | 2021 | 2022 |